# Les Mensonges
Les Mensonges est un roman de Françoise Mallet-Joris publié sous son vrai nom, Françoise Lilar, en 1956 aux éditions Julliard et ayant reçu le prix des Libraires l'année suivante.

## Éditions
- Les Mensonges, éditions Julliard, 1956.